# Ácido piroglutámico
El Ácido piroglutámico (también conocido como 5-oxoprolina, ácido pidólico o piroglutamato por su forma básica) es un derivado de aminoácido poco común en el que el grupo amino libre de ácido glutámico se cicla para formar una lactama. Se encuentra en muchas proteínas como bacteriorodopsina. Los residuos N-terminal de la glutamina puede ciclar de forma espontánea para convertirse en piroglutamato. Esta es una de varias formas de bloqueo N-terminales, lo que representa un problema para el N-terminal de la secuencia utilizando la química de Edman, que requiere un grupo amino primario libres que no están presentes en el ácido piroglutámico. La enzima aminopeptidasa piroglutamato puede restaurar un extremo N-terminal libre por escindir el residuo piroglutamato.

## Usos
La sal sódica del ácido piroglutámico - conocidos ya sea como piroglutamato de sodio o pidolato de sodio - se aplica sobre la piel para retener la humedad.
El Ácido piroglutámico se vende como suplemento dietético en los Estados Unidos.